# Hazići
Hazići (szerbül: Хазићи) falu Bosznia-Hercegovinában, a Szerb Köztársaságban, Oštra Luka községben.

## Fekvése
Bosznia-Hercegovina északnyugati részén, Banja Lukától légvonalban 27, közúton 43 km-re délnyugatra, Prijedortól légvonalban 36, közúton 67 km-re délre, községközpontjától  légvonalban 26, közúton 63 km-re délkeletre levő dombos területen fekszik. Hazići Donja és Hazići Gornja részekből áll.

## Népessége
| Nemzetiségi csoport | Népesség 1991 | Népesség 2013 |
| ------------------- | ------------- | ------------- |
| Szerb               | 96            | 40            |
| Bosnyák             | 0             | 0             |
| Horvát              | 0             | 0             |
| Jugoszláv           | 0             | 0             |
| Egyéb               | 3             | 0             |
| Összesen            | 99            | 40            |

## Története
Hazići 1878-ig tartozott az Oszmán Birodalomhoz, majd az Osztrák-Magyar Monarchia része lett. A monarchia szétesésével 1918-ben előbb a Szerb-Horvát-Szlovén Királyság, majd 1929-től a Jugoszláv Királyság része. 
Jugoszlávia megszállása után a falu a Független Horvát Állam (NDH) része lett, majd nem sokkal ezután megkezdődött a szerb lakosság lázadása az új hatalommal szemben, melyet a szerbek elleni usztasa támadások követtek. A rendelkezésre álló adatok szerint Hazići lakói is részt vettek az 1941. május 6. és 8. közötti kijevói ütközetben, a horvát usztasa csapatok, a német megszállók és a szerb felkelők közötti összecsapásokban. Május 6-án usztasák érkeztek Kijevóba és bántalmazták a házakban és a ház körül elfogott parasztokat. Amikor a járőr Marko Kondić házához érkezett és bántalmazni kezdték a család tagjait, a közeli házakból puskatüzet zúdítottak rá. Az usztasák a letartóztatott Kondićot magukkal hurcolva elmenekültek. A harc hírére sokan érkeztek a szomszédos falvakból fegyvereket hozva magukkal. Volt köztük karabély, de kinek vadászpuska, kinek csak katonai tőr vagy kés, fejsze, vagy karó jutott. Este nyolckor 5 rendőr és 15 usztasa érkezett erősítésként egy rendőr parancsnoksága alatt. A csapat éjfélkor érkezett Kijevóba, de hajnalig visszavonultak. Május 7-én azonban már több száz felkelő gyűlt össze úgy megerősödve, hogy egy nehézgéppuskával, egy géppuskával és több tucat különböző puskával álltak szemben az usztasákkal. Amikor az usztasák látták, hogy a felkelőkkel nem boldogulnak, Banja Lukában a német 132. ezred főhadiszállásához fordultak azzal a kéréssel, hogy küldje csapatait Sanski Mostba. Erre 2 tisztből és 40 katonából álló német különítmény érkezett teherautóval. A harcok este 9 óráig tartottak, és az erős ellenállás miatt a németek és az usztasák visszavonultak és újabb erősítést kértek. Ez a megerősített német zászlóalj május 8-án reggel 6 órakor érkezett meg Sanski Mostba és rögtön támadásba lendült. Két-három órás harc után végül a túlerő visszavonulásra kényszerítette a parasztokat, akik rendezetlenül hátráltak. A németek reggel 8 órától délelőtt 11 óráig 38 tüzérségi lövedéket lőttek ki, délután 4 órakor pedig felgyújtották az útjukba eső összes szerb házat. A lázadó parasztok a fegyvereket és lőszert a bokrokba dobálták, így egyiküket sem fogták el fegyverrel. Délutánig a németek 300 foglyot gyűjtöttek, a többiek pedig a szomszédos falvakba menekültek. A hazićiak szerencséjére a falu túl messze feküdt az eseményektől és a megtorló csapatok nem értek el odáig.
1945-től a település a szocialista Jugoszlávia része volt. A boszniai háború előtt Sanski Most községhez tartozott. Az 1992-1995 közötti időszakban Sanski Most település környékéről származó bosnyákok és horvátok ellen a szerbek számos bűncselekményt követtek el. A fogva tartott bosnyákokat és horvátokat testileg és lelkileg bántalmazták, megalázták, meggyilkolták. A szerb rendőrség tagjai számos fogvatartottat megöltek a manjačai táborban, maradványaikat pedig a Bunarevi (Mrkonjić-Grad), Dragoraj (Mrkonjić-Grad), Manjača-Stričić (Banja Luka), Hazići - Pavići (Oštra Luka) és Majkići - Hazići (Oštra Luka) tömegsírjaiban találták meg. A boszniai háborút lezáró daytoni békeszerződés rendelkezése alapján az ország területét felosztották a Bosznia-hercegovinai Föderáció és a boszniai Szerb Köztársaság között. A békeszerződés utáni területmegosztási megállapodás értelmében a település a Boszniai Szerb Köztársasághoz és Oštra Luka községhez került.